# Iveta Putalová
Iveta Putalová (ur. 24 marca 1988 w Bratysławie) – słowacka lekkoatletka specjalizująca się w biegach sprinterskich.
W 2014 bez powodzenia startowała na mistrzostwach Europy w Zurychu. Czwarta zawodniczka biegu na 400 metrów podczas halowych mistrzostw Starego Kontynentu w Pradze (2015). Złota medalistka (w drużynie) igrzysk europejskich (2015) – indywidualnie triumfowała w biegu na 400 metrów z czasem 53,07 oraz weszła w skład zwycięskich sztafet 4 x 100 i 4 x 400 metrów. W tym samym roku zajęła 5. miejsce podczas uniwersjady w Gwangju. W 2016 była szósta na halowych mistrzostwach świata w Portland. Na półfinale zawodniczka zakończyła udział podczas rozgrywanych w Amsterdamie mistrzostw Europy, a także rok później na halowych mistrzostwach Europy w Belgradzie.
Wielokrotna mistrzyni i rekordzistka Słowacji, reprezentantka kraju na drużynowym czempionacie Europy.

## Osiągnięcia
| Rok  | Impreza                                | Miejsce          | Konkurencja                      | Lokata     | Wynik   |
| ---- | -------------------------------------- | ---------------- | -------------------------------- | ---------- | ------- |
| 2009 | II liga drużynowych mistrzostw Europy  | Bańska Bystrzyca | sztafeta 4 × 400 metrów          | 5. miejsce | 3:40,55 |
| 2010 | II liga drużynowych mistrzostw Europy  | Belgrad          | sztafeta 4 × 400 metrów          | 3. miejsce | 3:40,52 |
| 2013 | III liga drużynowych mistrzostw Europy | Bańska Bystrzyca | bieg na 400 metrów               | 4. miejsce | 54,33   |
| 2014 | II liga drużynowych mistrzostw Europy  | Ryga             | bieg na 400 metrów               | 2. miejsce | 53,82   |
| 2014 | II liga drużynowych mistrzostw Europy  | Ryga             | sztafeta 4 × 100 metrów          | 4. miejsce | 45,79   |
| 2014 | Mistrzostwa Europy                     | Zurych           | bieg na 400 metrów               | eliminacje | 53,25   |
| 2014 | Mistrzostwa Europy                     | Zurych           | sztafeta 4 × 400 metrów          | eliminacje | 3:39,55 |
| 2015 | Halowe mistrzostwa Europy              | Praga            | bieg na 400 metrów               | 4. miejsce | 52,84   |
| 2015 | III liga drużynowych mistrzostw Europy | Baku             | bieg na 400 metrów               | 1. miejsce | 53,07   |
| 2015 | III liga drużynowych mistrzostw Europy | Baku             | sztafeta 4 × 100 metrów          | 1. miejsce | 44,92   |
| 2015 | III liga drużynowych mistrzostw Europy | Baku             | sztafeta 4 × 400 metrów          | 1. miejsce | 3:35,03 |
| 2015 | Uniwersjada                            | Gwangju          | bieg na 400 metrów               | 5. miejsce | 52,18   |
| 2015 | Uniwersjada                            | Gwangju          | sztafeta 4 × 100 metrów          | 5. miejsce | 46,01   |
| 2015 | Mistrzostwa świata                     | Pekin            | bieg na 400 metrów               | eliminacje | 52,52   |
| 2016 | Halowe mistrzostwa świata              | Portland         | bieg na 400 metrów               | 6. miejsce | 54,39   |
| 2016 | Mistrzostwa Europy                     | Amsterdam        | bieg na 400 metrów               | półfinał   | 54,04   |
| 2016 | Igrzyska olimpijskie                   | Rio de Janeiro   | bieg na 400 metrów               | eliminacje | 52,82   |
| 2017 | Halowe mistrzostwa Europy              | Belgrad          | bieg na 400 metrów               | półfinał   | 53,14   |
| 2018 | Halowe mistrzostwa świata              | Birmingham       | bieg na 400 metrów               | półfinał   | 53,46   |
| 2018 | Mistrzostwa Europy                     | Berlin           | bieg na 400 metrów               | eliminacje | 53,21   |
| 2018 | Mistrzostwa Europy                     | Berlin           | sztafeta 4 × 400 metrów          | 8. miejsce | 3:32,22 |
| 2019 | Halowe mistrzostwa Europy              | Glasgow          | bieg na 400 metrów               | eliminacje | 54,19   |
| 2021 | World Athletics Relays                 | Chorzów          | sztafeta mieszana 4 × 400 metrów | eliminacje | 3:19,66 |

## Rekordy życiowe
- Bieg na 300 metrów (stadion) – 37,80 (2017)
- Bieg na 300 metrów (hala) – 38,08 (2017) rekord Słowacji
- Bieg na 400 metrów (stadion) – 52,18 (2015)
- Bieg na 400 metrów (hala) – 52,62 (2018) rekord Słowacji
- Bieg na 800 metrów (stadion) – 2:04,82 (2021)

4 czerwca 2016 Putalová biegła na trzeciej zmianie słowackiej sztafety 4 × 100 metrów, która czasem 44,65 ustaliła aktualny rekord kraju na tym dystansie.
9 lipca 2016 Putalová biegła na ostatniej zmianie słowackiej sztafety 4 × 400 metrów, która czasem 3:31,66 ustaliła aktualny rekord kraju na tym dystansie.